# Sergey Andreev
Sergey Andreev, ros. Сергей Николаевич Андреев, Siergiej Nikołajewicz Andriejew (ur. 17 września 1970, Uzbecka SRR) – uzbecki piłkarz, grający na pozycji napastnika, były reprezentant Uzbekistanu.

## Kariera piłkarska

### Kariera klubowa
W 1987 rozpoczął karierę piłkarską w składzie Paxtakora Taszkent. W 1988 rozpoczął służbę wojskową w SKA-RSzWSM Taszkent. W 1990 roku został piłkarzem Shaxtyor Angren, skąd latem powrócił do Paxtakora Taszkent, który występował w Pierwoj Lidze ZSRR. W 1991 przeniósł się do Navbahora Namangan. Na początku 1992 został zaproszony przez trenera Anatolija Zajajewa do Tawrii Symferopol. 18 marca 1992 roku debiutował w Wyszczej Lidze w meczu z Karpatami Lwów (2:0). Latem 1993 wyjechał do Niemiec, gdzie bronił barw FSV Wacker 90 Nordhausen. W 1994 powrócił do Uzbekistanu, gdzie występował w klubach Navbahor Namangan, Neftchi Fergana i Nasaf Karszy. W latach 1998–2002 grał w rosyjskich klubach Krylja Sowietow Samara, Wołgar-Gazprom Astrachań, Mietałłurg-Zapsib Nowokuźnieck i Zwiezda Irkuck. W międzyczasie w 1999-2000 bronił barw uzbeckiego Doʻstlik Yangibozor. W sezonie 2002/03 bronił barw indyjskiego Dempo Panaji, w którym zdobył 2 bramki. Po powrocie w 2003 występował ponownie w Navbahor Namangan i Neftchi Fergana. W 2004 w wieku 34 lat zakończył karierę piłkarską w kazachskim klubie Ordabasy Szymkent.

### Kariera reprezentacyjna
19 czerwca 1996 zadebiutował w reprezentacji Uzbekistanu. Łącznie rozegrał 2 gry reprezentacyjne.

## Sukcesy i odznaczenia

### Sukcesy klubowe
- mistrz Ukrainy: 1992
- mistrz Uzbekistanu: 1995
- wicemistrz Uzbekistanu: 1996, 2003
- brązowy medalista Mistrzostw Uzbekistanu: 1994, 1997

### Odznaczenia
- tytuł Mistrza Sportu Ukrainy: 1992.